# Attar-kittaḫ
Attar-kittaḫ ist ein elamischer König der sogenannten Igiḫalkiden-Dynastie (ca. 1400 bis 1210 v. Chr.) mit dem Titel 'König von Susa und Anschan'. Er war ein Sohn des Igi-ḫalki, der als Begründer der Dynastie gilt.
Er ist hauptsächlich von einer Bauinschrift des Šilhak-Inšušinak I. bekannt, die diejenigen Herrscher nennt, welche am Inšušinak Tempel in Susa gebaut haben. Wenige weitere Denkmäler mit seinem Namen sind erhalten, darunter befinden sich zwei Keulenköpfe mit seinem Namen, die sich in Tschoga Zanbil fanden.